# Frederick Cook
Frederick Albert Cook, född 10 juni 1865 i Sullivan County i delstaten New York, död 5 augusti 1940 i New Rochelle i delstaten New York, var en amerikansk polarforskare.
Cook deltog i Pearys expedition till nordvästra Grönland 1891-92, i Mirandaexpeditionen till västra Grönland 1895, (som läkare) i Adrien de Gerlaches antarktiska expedition 1897-99 och företog själv en expedition till polarhavet 1907-09, varunder han, enligt eget påstående, skulle ha nått nordpolen. 
Ett av Köpenhamns universitet tillsatt granskningsutskott förklarade i december 1909, att Cook inte lämnat bevis för påståendet. Han skrev My Attainment of the Pole (1909, dansk upplaga samma år). Cook påstod sig även 1906 som första person ha bestigit Denali (som då officiellt kallades Mount McKinley), något som senare visade sig vara lögn.